# Remparts de Saint-Trivier-sur-Moignans
Pour les articles homonymes, voir Saint-Trivier.
Les remparts de Saint-Trivier-sur-Moignans sont un ensemble de fortifications situé à Saint-Trivier-sur-Moignans, en France. Ils constituent une propriété municipale depuis 2005.

## Présentation
Les remparts sont situés dans le département français de l'Ain, sur la commune de Saint-Trivier-sur-Moignans. L'édifice est inscrit au titre des monuments historiques en 2005. Ce rempart fortifié permettait de défendre la ville en cas d'attaque. De plus la population pouvait s'y réfugier. Originellement, les remparts comportaient quatorze tours et étaient longés par un fossé en eau. Les remparts sont fabriqués en carrons savoyards.